# Ulf Leonhardt

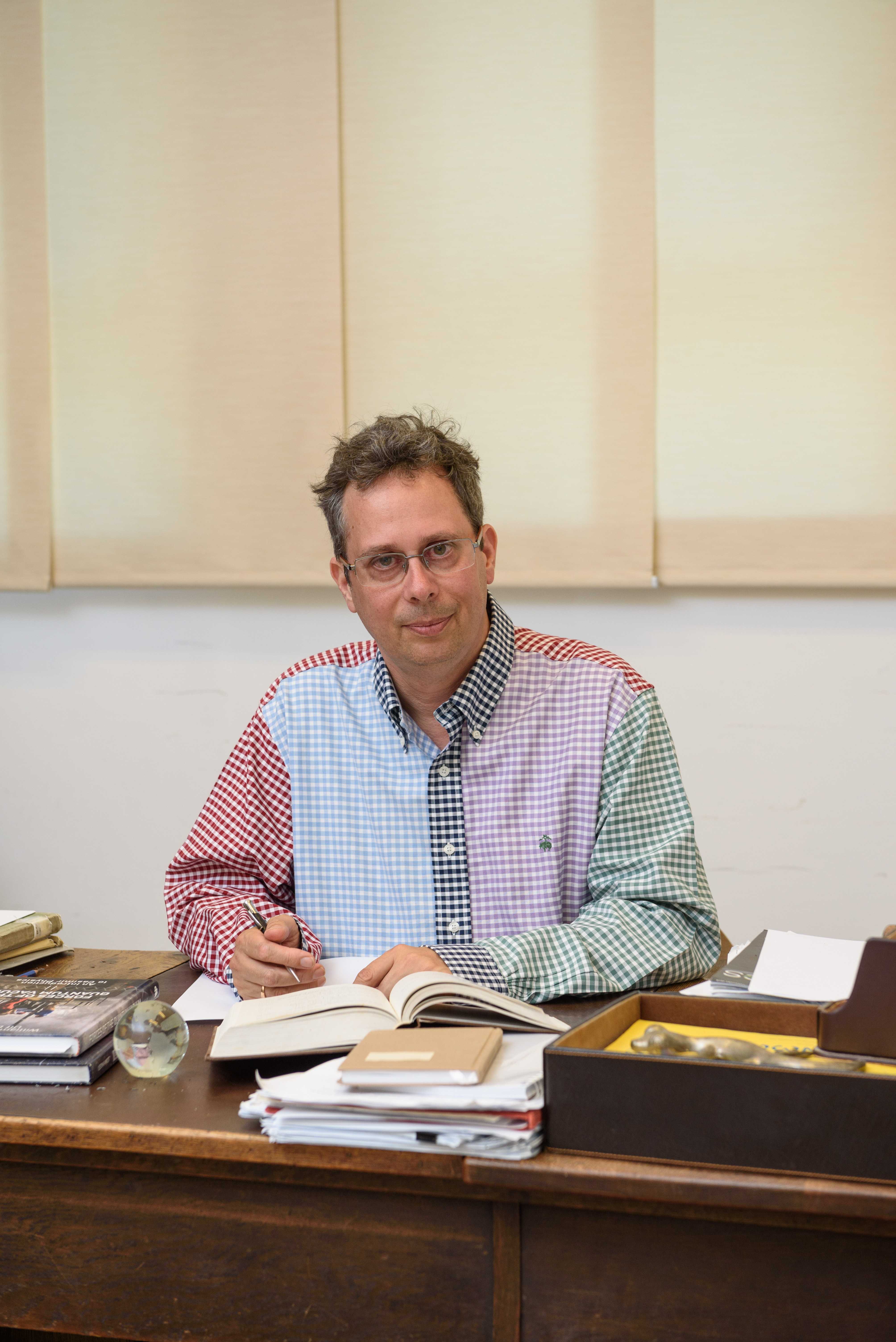
Ulf Leonhardt

Ulf Leonhardt (* 9. Oktober 1965 in Schlema) ist ein deutscher Physiker, der sich mit Metamaterialien, optischen Analoga zu Schwarzen Löchern und anderen optischen Phänomenen sowie mit Quanten-Levitation beschäftigt.

## Leben
Ulf Leonhardt studierte an der Friedrich-Schiller-Universität in Jena (Diplom 1990), der Lomonossow-Universität in Moskau und an der Humboldt-Universität zu Berlin, wo er 1993 mit der Arbeit Quantum theory of simple optical instruments promoviert wurde, die den Tiburtius-Preis des Berliner Senats erhielt. 1994/5 war er Mitglied der Forschungsgruppe Nichtklassische Strahlung der Max-Planck-Gesellschaft in Berlin. 1995/96 war er Gastwissenschaftler am Oregon Center for Optics in Eugene (Oregon). 1996 bis 1998 habilitierte er sich an der Universität Ulm (Quantenmechanische Zustandsmessung). 1998 bis 2000 war er an der Königlich Technischen Hochschule Stockholm. Von 2000 bis 2012 war Leonhardt Professor für theoretische Physik an der University of St. Andrews in Schottland. Seit Herbst 2012 ist er Professor am Weizmann-Institut für Wissenschaften in Israel.
Leonhardt erhielt die Otto-Hahn-Medaille der Max-Planck-Gesellschaft und den Wolfson Research Merit Award der Royal Society. 2006 erhielt er den Scientific American 50 Award für seine Arbeit über Unsichtbarkeits-Phänomene in der Optik. Seit März 2009 ist Ulf Leonhardt Mitglied der Royal Society of Edinburgh.

## Werk
Leonhardt erregte Aufmerksamkeit mit seinem Vorschlag, in der Optik Analoga von Schwarzen Löchern aus der Gravitationsphysik zu konstruieren, indem spezielle optische Materialien und Geometrien verwendet werden. Analoga schwarzer Löcher in Wellenphänomenen wurden schon vorher von William Unruh (im akustischen Bereich) vorgeschlagen und unabhängig von Grigori Volovik und Matt Visser. Es gibt auch einfache hydrodynamische Beispiele, wie hydraulische Sprünge: ein Wasserstrahl trifft senkrecht auf eine flache Ebene, wo das Wasser erst glatt nach außen fließt und sich erst ab einem bestimmten Radius Wellen ausbilden, nachdem die Strömungsgeschwindigkeit unter die Wellengeschwindigkeit des Wassers gefallen ist (Analogon eines „Weißen Lochs“). Leonhardt realisierte diese in optischen Fasern. Um Ereignishorizonte in Analogie zu Schwarzen Löchern zu konstruieren, muss die Lichtgeschwindigkeit im Medium, die vom Brechungsindex abhängt und frequenzabhängig ist, unter die Geschwindigkeit der Signalausbreitung im Medium fallen, die mit der sogenannten Gruppengeschwindigkeit erfolgt. Durch nichtlineare optische Effekte erhöhen Laser-Lichtpulse in Faseroptiken den Brechungsindex (Kerr-Effekt). Wird ein vorlaufender Lichtimpuls von nachfolgenden Impulsen unterschiedlicher Frequenz und damit unterschiedlicher lokaler Lichtgeschwindigkeit eingeholt, wirkt diese Erhöhung des Brechungsindex wie ein Ereignishorizont – einem schwarzen Loch an der Vorderfront des erzeugenden Pulses entsprechend und einem Weißen Loch am Hinterende. Von Leonhardt und seinen Mitarbeitern wurden in diesen Experimenten auch die Analoga zur Hawking-Strahlung beobachtet. Sie tritt auch ständig bei den zu Kommunikationszwecken verwendeten Laser-Pulsen in Faseroptiken auf, ist aber für alle praktischen Zwecke von vernachlässigbarer Größe.
2006 entwickelte er theoretische Ideen, Objekte unsichtbar zu machen, wieder unter Verwendung spezieller Materialien und Geometrien (die Leonhardt mit Hilfe konformer Abbildungen konstruiert), die ähnlich funktionieren wie bei Luftspiegelungen („Fata Morgana“), wo eine Hintergrundansicht durch die geänderten Lichtbrechungs-Bedingungen in erhitzter Luft ein Objekt im Vordergrund verdeckt. Ähnliche Vorschläge machte etwa gleichzeitig John Pendry. Erste Experimente dazu wurden von David Smith (Duke University) und Mitarbeitern unter Verwendung von künstlich hergestellten Metamaterialien durchgeführt. Sie erzeugen – allerdings nur für kleine Frequenzbereiche (in diesem Fall im Mikrowellen-Bereich) – einen „Unsichtbarkeitseffekt“.
2007 zeigte er theoretisch, dass bei Verwendung von speziellen Materialien der Casimir-Effekt zwischen zwei Leiter-Platten, der normalerweise anziehend ist und auf den durch die Platten veränderten Randbedingungen für Quantenfluktuationen des Vakuums beruht, abstoßend gemacht werden könnte (Levitation). Die dazu nach Leonhardt benötigten, zwischen den Leiterplatten platzierten Materialien haben negativen Brechungsindex (statt des üblichen positiven wie in Glas oder Wasser).

## Schriften
- Essential quantum optics - from quantum measurements to black holes, Cambridge University Press 2010, ISBN 0-521-14505-8
- Measuring the quantum state of light, Cambridge Studies in Modern Optics, Cambridge University Press 1997
- Slow Light in Grigori Volovik, Matt Visser, Mario Novello (Herausgeber): Artificial Black Holes, World Scientific 2002
- Schwarze Löcher im Labor, Physik in unserer Zeit, 2009, Heft 2